# Epiphile bonplandioides
Epiphile bonplandioides är en fjärilsart som beskrevs av Anton Heinrich Fassl 1912. Epiphile bonplandioides ingår i släktet Epiphile och familjen praktfjärilar. Inga underarter finns listade i Catalogue of Life.